# Anthuan Maybank
Anthuan Maybank (Georgetown, 30 de dezembro de 1969) é um ex-velocista e campeão olímpico norte-americano. Foi campeão olímpico em Atlanta 1996, integrando o revezamento 4x400 m dos Estados Unidos que conquistou a medalha de ouro, ao lado dos compatriotas LaMont Smith, Alvin Harrison e Derek Mills.